# Carlos Álvarez Cruz
Carlos Álvarez Cruz, född 27 december 1933, död 27 februari 2022, var en spansk författare.
Álvarez Cruz var öppen motståndare till Francisco Francos diktatur och satt fängslad flera gånger. Hans dikter var totalförbjudna i Spanien fram till 1970, men publicerades runt om i Europa. Även om Álvarez Cruz med tiden blev allt mer inåtvänd, fortsatte han sitt samhällskritiska tema. På svenska finns urvalsvolymen Ord som piskor (1964) och diktsamlingen Escrito en las paredes: papeles encontrados por un preso (Papper funna av en fånge, 1966, först utgiven på svenska); båda översatta av Kjell A. Johansson och utgivna av FIB:s lyrikklubb.